# Uteun Ghatom
Uteun Ghatom is een bestuurslaag in het regentschap Bireuen van de provincie Atjeh, Indonesië. Uteun Ghatom telt 1357 inwoners (volkstelling 2010).